# LHS 292
LHS 292は、ろくぶんぎ座の方角にある赤色矮星である。太陽から14.8光年と近い位置にあるが、16等星で肉眼では見えないほど暗い。

## 名称
LHS 292の"LHS"は、「ルイテン半秒角（Luyten Half-Second）の略で、ルイテンが作った、固有運動が1年当たり0.5秒を超える高さの恒星のカタログのことである。LHS 292は、このカタログの292番目に収録されている。

## 特徴
| 太陽 | LHS 292   |
| ---- | --------- |
| 太陽 | Exoplanet |

測光観測の結果は、光度変化が0.01等級未満で、変光星カタログにも記載はない。しかし、スペクトル型と、彩層活動を物語るスペクトル成分から、LHS 292は閃光星の候補とされ、くじら座UV型星のカタログにも記載されている。
空間速度は、(U,V,W) = (28, -16, -14) km/sと大きくはなく、LHS 292が若い円盤の種族に属していることを示す。